# Моррисон, Марк
Марк Моррисон (англ. Mark Morrison; род. 3 мая 1972, Ганновер) — британский музыкант немецкого происхождения.

## Биография
Родился в Ганновере, его родители были родом из Барбадоса. В детстве он вместе с родителями переехал на Майами, но в 19 лет он вернулся в Великобританию.

## Карьера
В 1995 году, после отбытия трехмесячного тюремного заключения, Марк решил начать музыкальную карьеру. Его первый сингл «Crazy» был выпущен весной 1995 года и попал в топ-20 британских чартов. Весной 1996 года сингл «Return of the Mack» стал международным хитом, став первым синглом номер один британского «чернокожего» сольного исполнителя в 1990-х годах. Моррисон также достиг успеха с другими песнями, но не смог повторить прежний успех. Был обвинен и снова сидел в тюрьме в 1997 году. В 2004 году Марка ложно заподозрили в изнасиловании. Несмотря на провал возвращения на лейбле Death Row, он продолжил выпускать музыку. В 2016 году песня «Return of the Mack» была переиздана и снова попала в чарты.

## Личная жизнь
Сейчас проживает во Флориде

## Дискография

### Альбомы
- Return of the Mack (1996)
- Innocent Man (2006)